# Чому нації занепадають? Походження влади, багатства і бідності
Чому нації занепадають? Походження влади, багатства і бідності (англ. Why Nations Fail: The Origins of Power, Prosperity, and Poverty by Daron Acemoglu, James A. Robinson) — книга турецько-американського економіста Дарона Аджемоглу та британського політнауковця Джеймса Робінсона.
Вперше опублікована 20 березня 2012 року. У 2016 році перекладена українською мовою.

## Сюжет
Чому нації розвиваються по-різному? Деяким вдається досягти стабільності та успіху, тоді як інші зазнають невдач. Такі фактори як географічне положення, кліматичні умови, релігія, культурні особливості не визначають рівень розвитку країни. Порівнюючи результати досліджень різних країн, автори ідентифікують країни зі схожим набором вищезазначених факторів, які в силу певних політичних та інституційних особливостей стають більш чи менш процвітаючими.
Найцікавішим прикладом є Корея, яка в 1953 році була поділена на Північну та Південну. Економіки новостворених країн цілком розійшлись — Південна Корея стала однією з найбагатших країн Азії, в той час, як Північна Корея залишається серед найбідніших.
Іншим цікавим прикладом є прикордонне місто Ногалес на кордоні Мексики та США — однакове географічне положення та культура, але докорінно різні інституційні механізми, що відбивається на добробуті населення.
Основна ідея книги полягає в тому, що економічний розвиток насамперед залежить від ефективності політичних та економічних інституцій. Функціонування демократичних та плюралістичних держав гарантують верховенство права. Інклюзивні інституції передбачають рівну участь громадян в прийнятті політичних рішень, забезпечують стимули для винагородження талантів та креативних ідей.
На відміну від цього, існують також інституції, що уповноважують еліту керувати та експлуатувати інших, відбираючи та зосереджуючи багатство у своїх руках. Підприємці та інвестори не зацікавлені вкладати кошти в економіку, тому такі нації занепадають. В такому випадку в дію вступає так зване «творче руйнування» — вислів, введений економістом Йозефом Шумпетером, що означає знищення, повалення старих інститутів та створення нових на чолі з ініціативними групами, які намагаються позбавити еліту влади.
У 15 розділах книги наочно та зрозуміло викладено і проаналізовано фактори, що впливають на економічний та політичний тріумф націй.

## Переклад українською
- Аджемоглу Дарон, Робінсон Джеймс. Чому нації занепадають? Походження влади, багатства і бідності / пер. Олександр Дем'янчук. К.: Наш Формат, 2016. — 440 с. — ISBN 978-617-7279-33-3